# Bom Conselho
Bom Conselho è un comune del Brasile nello Stato del Pernambuco, parte della mesoregione dell'Agreste Pernambucano e della microregione di Garanhuns.